# Georges Bareau
Pour les articles homonymes, voir Bareau.
Georges Marie Valentin Bareau, né le 11 avril 1866 à Paimbœuf et mort le 4 janvier 1931 à Nantes, est un sculpteur français.

## Biographie

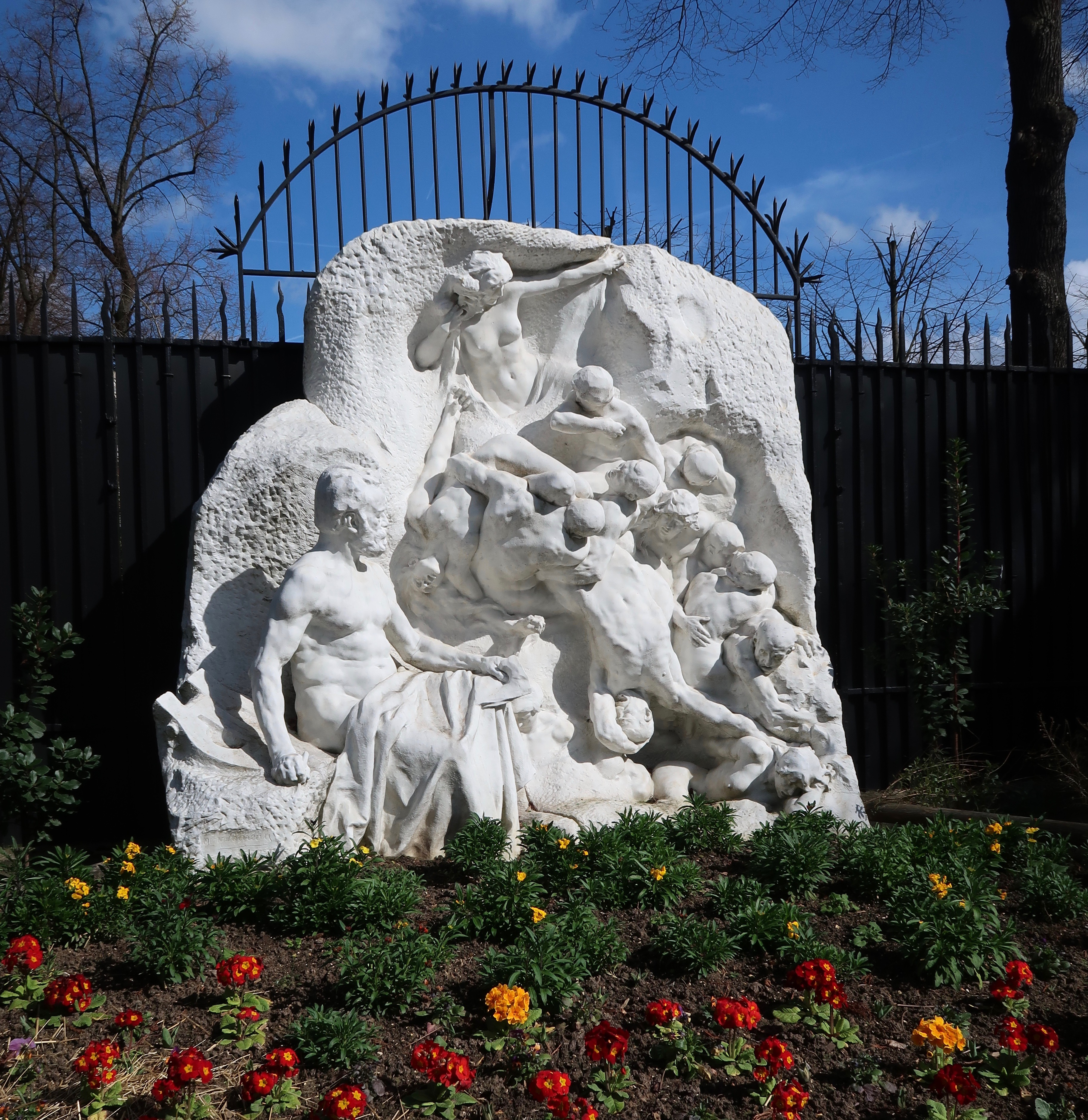
La Vision du Poète (1902), Paris, jardin du Ranelagh.

Le père de Georges Bareau est charpentier à Paimbœuf.
Il entre à l'École des beaux-arts de Paris où est l'élève de Charles Gauthier et de Gabriel-Jules Thomas. Il expose au Salon à partir de 1889.
En 1893, il obtient une troisième médaille au Salon de la Société des artistes français puis, l’année suivante, une médaille de vermeil à l’Exposition universelle de Lyon. On lui octroie le prix du Salon en 1895, il est classé hors-concours à l’issue de l’Exposition universelle de Bruxelles de 1897. Une médaille d’or à l’Exposition universelle de 1900 à Paris couronne sa carrière.
Il est promu au grade d’officier de la Légion d'honneur en décembre 1906.
Le 6 septembre 1920, il propose au maire de Bordeaux Fernand Philippart de réaliser le monument aux morts de la Grande Guerre de Bordeaux mais il n'obtiendra pas le projet.
Georges Bareau meurt à Nantes le 4 janvier 1931 en léguant l'ensemble de ses œuvres à la Ville de Saint-Nazaire. Il est inhumé à Nantes au cimetière Miséricorde.

## Œuvres dans les collections publiques
Au Canada
- Québec, place du marché Jacques-Cartier, Monument à Jacques Cartier, 1926.

Au Danemark
- Copenhague, Ny Carlsberg Glyptotek : Éveil de l’Humanité, plâtre.

En France
- Barentin, mairie : Éveil de l’Humanité, 1906, marbre, médaille d’honneur au Salon des artistes français de 1906[3].
- Courbevoie, cimetière : Monument aux Morts.
- Luçon : Monument aux morts.
- Nantes :
  - jardin des plantes : Monument à Jules Verne, 1910, bronze, envoyé à la fonte en 1942 sous le régime de Vichy, dans le cadre de la mobilisation des métaux non ferreux. Le buste en bronze a été remplacé en 1945 par un buste en pierre réalisé par Jean Mazuet[4],[5],[6].
  - Monument aux morts de la guerre de 1870, groupe sommital Pour le drapeau, 1897[7]. Le modèle est exposé au Salon de 1895[8].
  - musée des beaux-arts :
    - La Mort de Léandre, marbre. Le modèle en plâtre obtient une médaille de 3e classe au Salon de 1893 ;
    - Le Temps créant la Sagesse, marbre.
- Paris : 
  - Grand Palais, façade : L’Art asiatique, statue en pierre.
  - jardin du Ranelagh : La Vision du Poète, 1902, haut-relief en marbre, en hommage à Victor Hugo.
  - Petit Palais : Diane chasseresse, 1898, plâtre, Dépôt de la Conservation des Œuvres d’Art Religieuses et Civiles (COARC)
- Péronne, musée Alfred-Danicourt : Le Temps créant la Sagesse, 1904, bronze[9].
- Ploërmel : Monument à Alphonse Guérin, 1896, bronze, envoyé à la fonte sous le régime de Vichy, dans le cadre de la mobilisation des métaux non ferreux[10].
- Saint-Étienne : Monument à José Frappa, 1912[11].
- Saint-Lô, musée des beaux-arts : Madame X, 1904, buste en marbre[12].
- Saint-Malo, remparts : Monument à Jacques Cartier, 1905[13].
- Saint-Nazaire : Monument à Fernand Gasnier, 1912, bronze, envoyé à la fonte sous le régime de Vichy, dans le cadre de la mobilisation des métaux non ferreux[14].
- Tours, hôtel de ville : Jean Fouquet et Jean Briçonnet[15], 1899, statues en ciment pierre.
- Villeneuve-sur-Lot : Monument aux morts de la guerre de 1870, dit Pour le drapeau, 1923, fonte Barbedienne[16].

### Fontes d'édition
La majorité d’entre elles ont été réalisées par l’atelier de fonderie de Ferdinand Barbedienne.
- David devant Saül, Salon de 1893
- Le Vainqueur, 1894
- L’Appel des armes
- La Poésie
- Diane chevauchant un aigle
- Allégorie de l’Histoire
- Vox Pacis
- Le Fauconnier
- La Fortune
- Allégorie aux lettres
- Figure d’un laboureur
- Le Forgeron

Œuvres de Georges Bareau
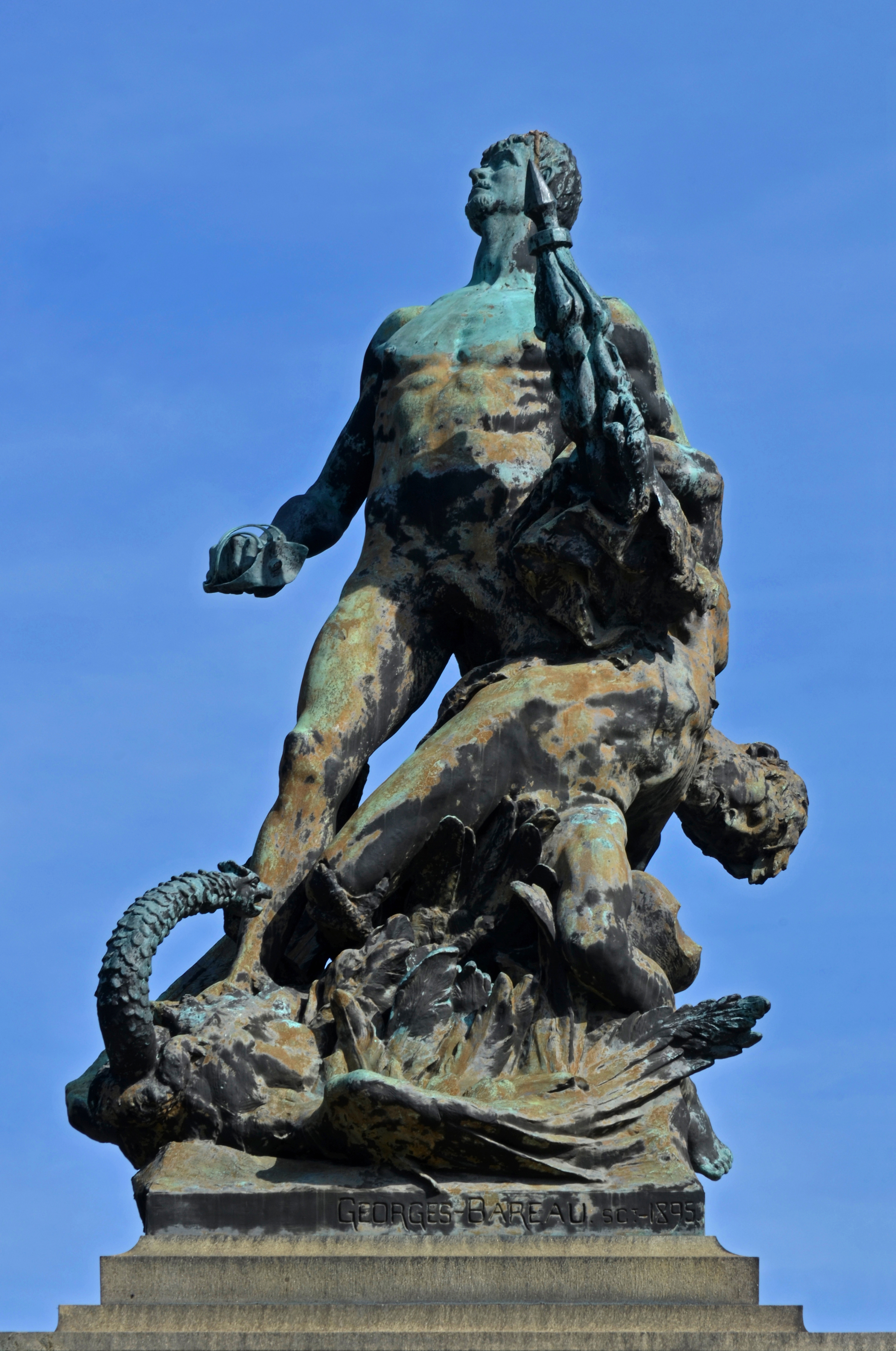
Pour le drapeau, groupe sommital du Monument aux morts de la guerre de 1870 (1897), Nantes.
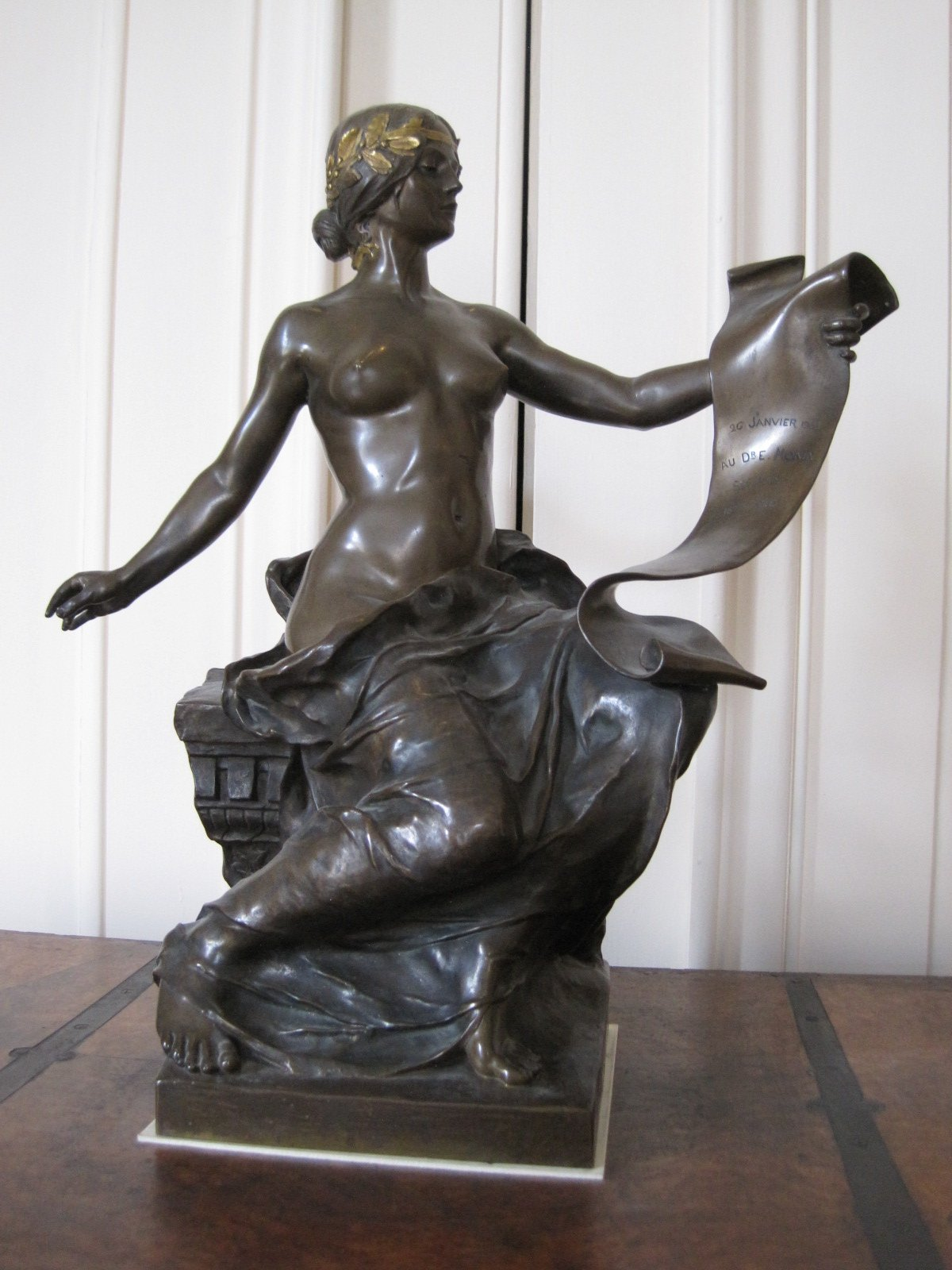
L'Histoire (vers 1900), musée des beaux-arts de Besançon.
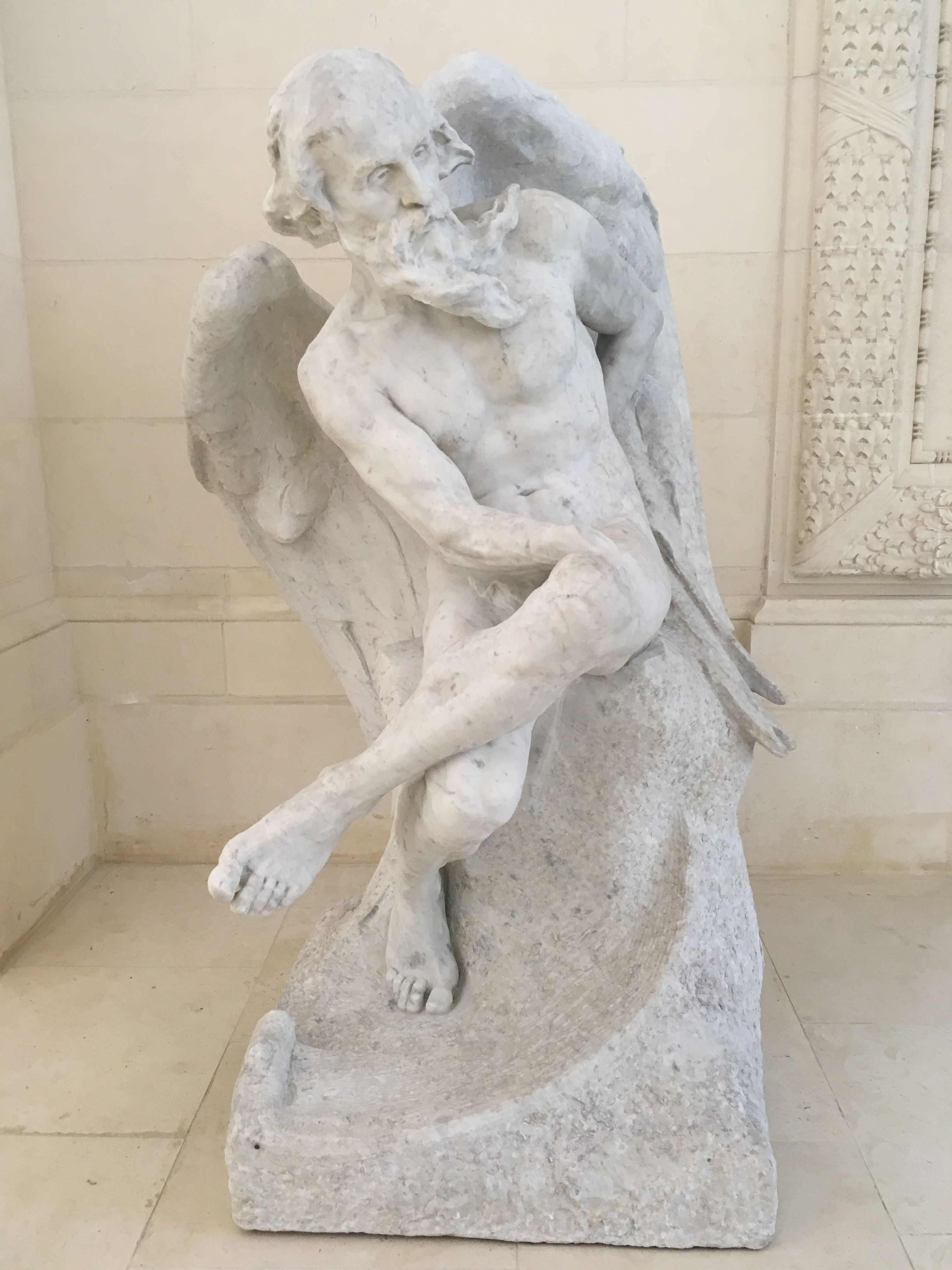
Le Temps créant la Sagesse (1902), marbre, musée des beaux-arts de Nantes.
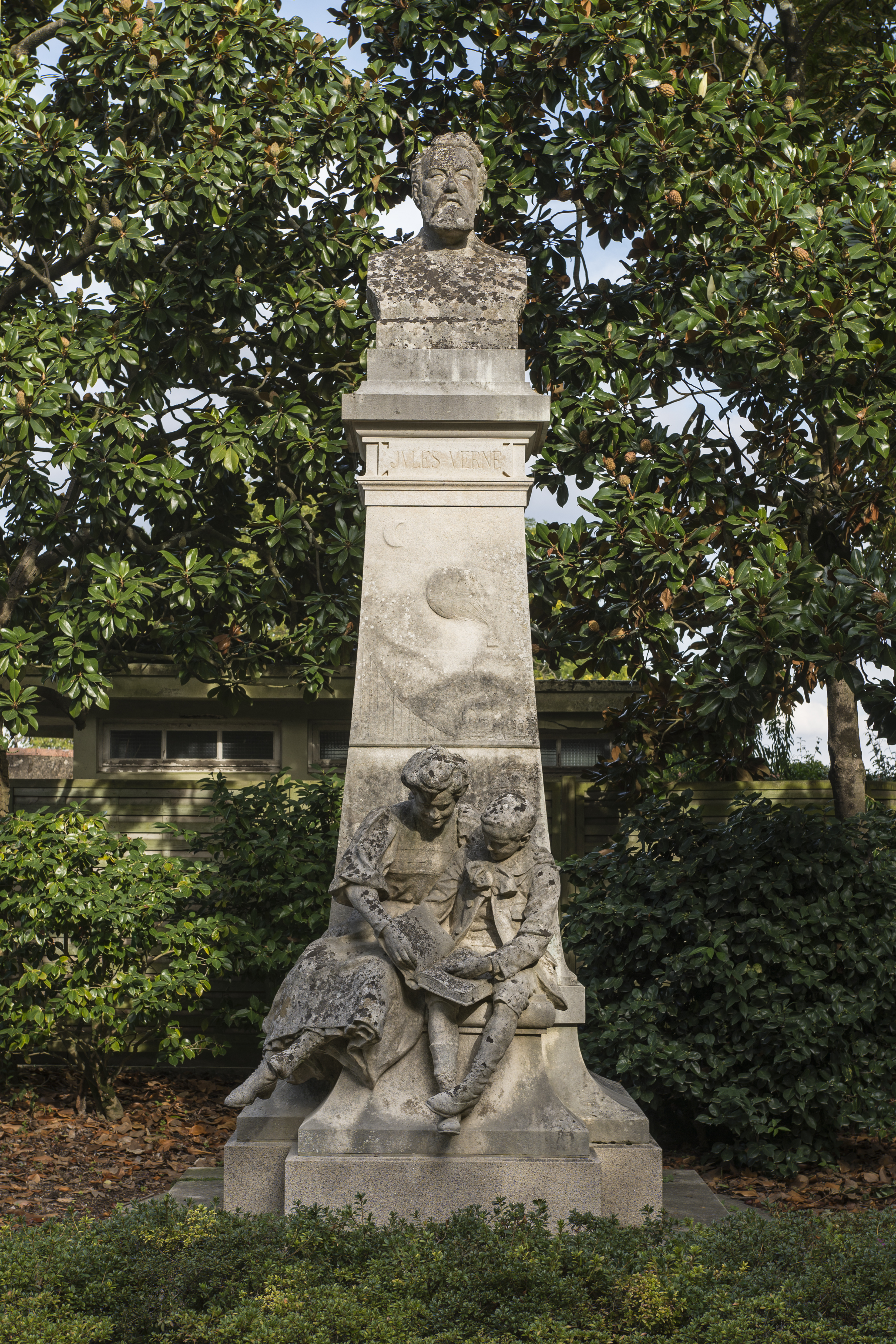
Monument à Jules Verne (1910) jardin des plantes de Nantes. Le buste de Jules Verne (1945) est de Jean Mazuet.
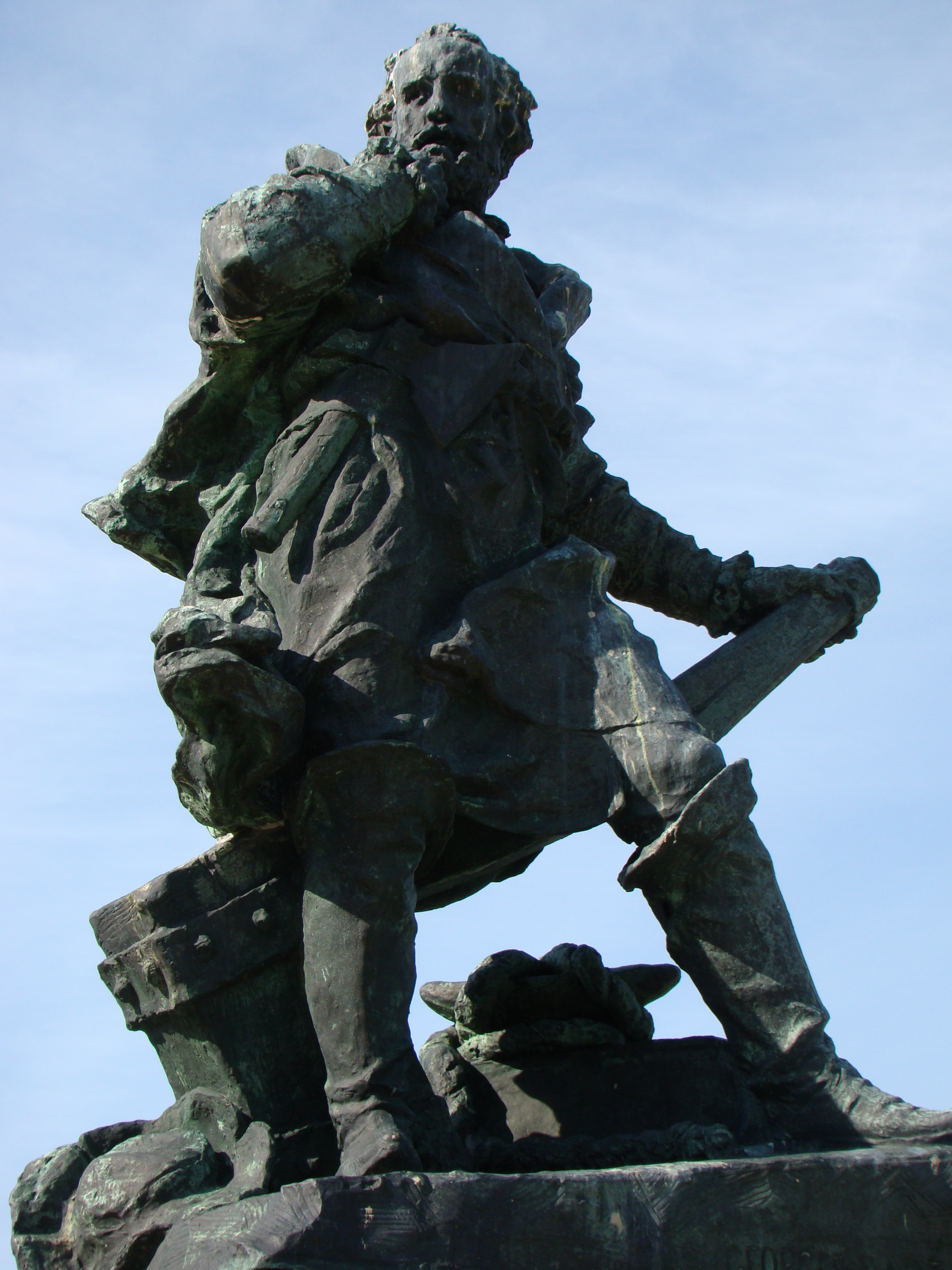
Statue de Jacques Cartier sur les remparts de Saint-Malo.